# سورة الأحزاب

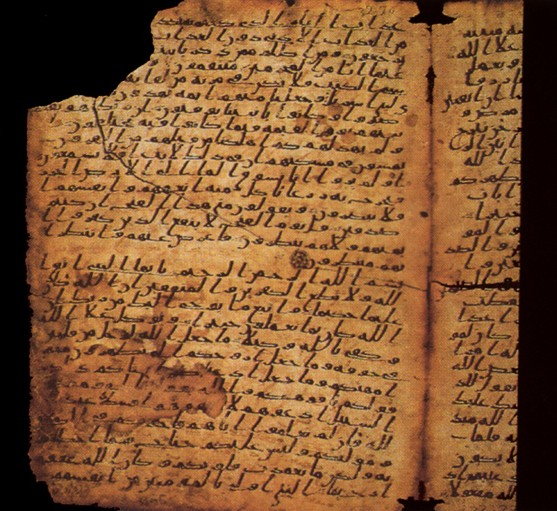
مخطوطة من مخطوطات صنعاء تظهر فيها نهاية سورة السجدة، وأول آيات سورة الأحزاب، مكتوبة ب وترجع إلى القرن الأول الهجري.

سورة الأحزاب سورة مدنية، من المثاني، آياتها 73، وترتيبها في المصحف 33، في الجزء الثاني والعشرين، نزلت بعد سورة آل عمران، تبدأ بأسلوب نداء للنبي ﴿يَا أَيُّهَا النَّبِيُّ﴾ [الأحزاب:1]، والأحزاب هي أحد أسماء غزوة الخندق.
من مواضيع السورة: توجيهات للنبي صلى الله عليه وسلم، وتحريم الظهار والتبني، وإبطال نظام الميراث بالمؤاخاة، والتذكير بنعمة النصر على الأحزاب وعاقبة الخيانة في الحرب، وبيان أن النبي محمدا صلى الله عليه وسلم هو القدوة الحسنة، وتخيير النبي صلى الله عليه وسلم لزوجاته، وبيان فضلهن، وخصائص النبي في الزواج، وقصة زيد وزينب، وغيرها. ومن أهم أغراض السورة: التوجيهات والآداب الإسلامية: وبيان الأحكام الإلهية التي تنظم حياة الأسرة والمجتمع والحديث عن معركة الأحزاب (الخندق) وحصار بني قريظة بالتفصيل.

## سبب التسمية
سُميت سورة الأحزاب لأن المشركين تحزبوا على المسلمين من كل جهة، فاجتمع كفار مكة مع غطفان وبني قريظة وغيرها من القبائل على حرب المسلمين. ولكنهم رُدوا مهزومين بغير قتال، وكفى المؤمنين القتال بتلك المعجزة.

## محور مواضيع السورة
سورة الأحزاب من السور المدنية التي تتناول الجانب التشريعي لحياة الأمة الإسلامية شأن سائر السور المدنية وقد تناولت حياة المسلمين الخاصة والعامة وبالأخص أمر الأسرة فشرعت الأحكام بما يكفل للمجتمع السعادة والهناء وأبطلت بعض التقاليد والعادات الموروثة مثل التبني والظهار واعتقاد وجود قلبين لإنسان وطهرت من رواسب المجتمع الجاهلي ومن تلك الخرافات والأساطير الموهومة التي كانت متفشية في ذلك الزمان .

### أسماء السورة
ليس لها إلا اسم واحد، ووردت تسميتها عن ابن عباس وأبي بن كعب، وسبب التسمية أن فيها ذكر أحزاب المشركين الذين اجتمعوا لغزو المدينة. عدد آياتها (73) بالاتفاق. عدد كلماتها (1280) كلمة. عدد حروفها (5796) حرفا. وهي سورة مدنية باتفاق المفسرين  ترتيبها في القرآن الكريم السورة الثالثة والثلاثين.

### مناسبة السورة لما قبلها
اختتمت السورة التي قبلها في الترتيب (ٍسورة السجدة) بأمر النبي صلى الله عليه وسلم بالإعراض عن الكافرين { فَأَعْرِضْ عَنْهُمْ وَانْتَظِرْ إِنَّهُمْ مُنْتَظِرُونَ} [السجدة: 30]، وافتتحت سورة الأحزاب بالأمر بالتقوى وعدم طاعة الكافرين {يَاأَيُّهَا النَّبِيُّ اتَّقِ اللَّهَ وَلَا تُطِعِ الْكَافِرِينَ وَالْمُنَافِقِينَ إِنَّ اللَّهَ كَانَ عَلِيمًا حَكِيمًا} [الأحزاب: 1].

## مقاصد السورة
الأمر بالتقوى، وأنه ليس في صدر واحد قلبان، وأن الابن بالتبني ليس كالابن الحقيقي، وأن النبي صلى الله عليه وسلم بمنزلة الأب للمؤمنين، وأزواجه أمهاتهم، وذكر الميثاق المأخوذ على الأنبياء عليهم السلام، وذكر حرب الأحزاب (الخندق) وغدر المنافقين في المعركة، وذكر الأوفياء بالعهد مع الله من المسلمين، وبيان قصة تخيير أمهات المؤمنين بين الدنيا والنبي صلى الله عليه وسلم، وذكر التوجيهات الربانية لهن، وبيان شرف أهل بيت النبي صلى الله عليه وسلم، وحكم الزواج من زوجة الابن المتبنى، وذكر بعض خصائص النبي صلى الله عليه وسلم، وأنه خاتم النبيين، والأمر بالذكر الكثير، والصلاة على النبي صلى الله عليه وسلم، وبيان حكم الطلاق قبل الدخول بالزوجة، وحكم الزواج من بنات الأعمام والعمات، والخال والخالات، وخصائص النبي صلى الله عليه وسلم في النكاح، وتكريمه باختيار من يريد من النساء، والقسم بينهن، وأدب دخول حجرات النبي صلى الله عليه وسلم والمكوث فيها، وحكم الحجاب، والنهي عن إيذاء النبي صلى الله عليه وسلم أو الزواج من زوجاته بعده، وبيان المحارم من النساء على الرجال ممن لا يجب التحجب عندهم، والأمر بالصلاة على النبي صلى الله عليه وسلم، وبيان آداب خروج المؤمنات من بيوتهن، وتهديد المنافقين المفسدين بين المسلمين، وبيان عذاب الكفار في الآخرة، والأمر بالقول السديد، وذكر الأمانة التي تحملها الإنسان دونا عن أهل السماوات والأرض.

## أغراض السورة
تناولت السورة حياة المؤمنين الخاصة والعامة، وسلطت الضوء على الجانب الأسري منها، وخلاصتها في ثلاثة أغراض:
- الغرض الأول: التوجيهات والآداب الإسلامية؛ كآداب الوليمة، والستر والحجاب وعدم التبرج، وآداب التعامل مع النبي صلى الله عليه وسلم وأمهات المؤمنين و آل البيت، وغير ذلك.
- الغرض الثاني: الأحكام الإلهية التي تنظم حياة الأسرة والمجتمع تنظيما دقيقا، وتصحح المفاهيم الجاهلية – قبل الإسلام -.
- الغرض الثالث: الحديث عن معركة الأحزاب (الخندق) وحصار بني قريظة بالتفصيل.[12]

## مناسبة أول السورة بآخرها
بدأت السورة بالوصية بالتقوى للنبي صلى الله عليه وسلم { يَاأَيُّهَا النَّبِيُّ اتَّقِ اللَّهَ وَلَا تُطِعِ الْكَافِرِينَ وَالْمُنَافِقِينَ إِنَّ اللَّهَ كَانَ عَلِيمًا حَكِيمًا } [الأحزاب: 1] وختمت بالوصية بالتقوى أيضا { يَاأَيُّهَا الَّذِينَ آمَنُوا اتَّقُوا اللَّهَ وَقُولُوا قَوْلًا سَدِيدًا} [الأحزاب: 70] ليكون ذلك سببا في الانصراف عن أذية الرسول صلى الله عليه وسلم والمؤمنين، وتوعَّد في أخر السورة المنافقين والمشركين الذين أمر نبيه بعدم طاعتهم في أول السورة

## ما تفردت به السورة
هي أكثر سورة تكرر فيها النداء للنبي بـ{ يَا أَيُّهَا النَّبِيُّ} [الأحزاب: 1] حيث بلغ خمس مرات. والسورة الوحيدة التي ذكر فيها اسم أحد الصحابة، وهو زيد بن حارثة. والسورة الوحيدة التي جاء فيها الخطاب لزوجات النبي صلى الله عليه وسلم.